# Prémios Screen Actors Guild 2023
Os Prémios Screen Actors Guild 2023 (no original em inglês 29th Screen Actors Guild Awards), homenageando as melhores performances em cinema e televisão no ano de 2022, foi apresentado no dia 26 de fevereiro de 2023 no Fairmont Century Plaza em Century City, Califórnia. Os indicados foram anunciados em 11 de janeiro de 2023 por Haley Lu Richardson e Ashley Park por meio de uma live no Instagram.
Em maio de 2022, foi confirmado que a cerimônia não iria mais ao ar na TNT e TBS (no ar na TNT desde 1998 e TBS desde 2006); um porta-voz insistiu que encontrar um novo lar a cerimônia "não é incomum e já ocorreu várias vezes ao longo da história do SAG Awards. Isso não é diferente". A cerimônia foi transmitida ao vivo no canal da Netflix no YouTube.
Sally Field foi anunciada como homenageada pelo SAG Life Achievement Award de 2022 no dia 17 de Janeiro de 2023.

## Vencedores e nomeados

### Cinema
| Melhor Ator principal Brendan Fraser – The Whale como Charlie - Austin Butler – Elvis como Elvis Presley - Colin Farrell – The Banshees of Inisherin como Pádraic Súilleabháin - Bill Nighy – Living como Mr. Williams - Adam Sandler – Hustle como Stanley Sugerman | Melhor Atriz principal Michelle Yeoh – Everything Everywhere All at Once como Evelyn Quan Wang - Cate Blanchett – Tár como Lydia Tár - Viola Davis – The Woman King como General Nanisca - Ana de Armas – Blonde como Norma Jeane Mortensen / Marilyn Monroe - Danielle Deadwyler – Till como Mamie Till-Bradley                                                  |
| Melhor Ator secundário Ke Huy Quan – Everything Everywhere All at Once como Waymond Wang - Paul Dano - The Fabelmans como Burt Fabelman - Brendan Gleeson – The Banshees of Inisherin como Colm Doherty - Barry Keoghan – The Banshees of Inisherin como Dominic Kearney - Eddie Redmayne – The Good Nurse como Charles "Charlie" Cullen | Melhor Atriz secundária Jamie Lee Curtis – Everything Everywhere All at Once como Deirdre Beaubeirdre - Angela Bassett – Black Panther: Wakanda Forever como Rainha Ramonda - Hong Chau – The Whale como Liz - Kerry Condon – The Banshees of Inisherin como Siobhán Súilleabháin - Stephanie Hsu – Everything Everywhere All at Once como Joy Wang / Jobu Tupaki |
| Melhor Elenco Everything Everywhere All at Once – Jamie Lee Curtis, James Hong, Stephanie Hsu, Ke Huy Quan, Harry Shum Jr., Jenny Slate e Michelle Yeoh - Babylon – Jovan Adepo, P. J. Byrne, Diego Calva, Lukas Haas, Olivia Hamilton, Li Jun Li, Tobey Maguire, Max Minghella, Brad Pitt, Margot Robbie, Rory Scovel, Jean Smart e Katherine Waterston - The Banshees of Inisherin – Kerry Condon, Colin Farrell, Brendan Gleeson e Barry Keoghan - The Fabelmans – Jeannie Berlin, Julia Butters, Paul Dano, Judd Hirsch, Gabriel LaBelle, David Lynch, Seth Rogen e Michelle Williams - Women Talking – Jessie Buckley, Claire Foy, Kate Hallett, Judith Ivey, Rooney Mara, Sheila McCarthy, Frances McDormand, Michelle McLeod, Liv McNeil, Ben Whishaw e August Winter | |
| Melhor Elenco de Duplos/Dublês Top Gun: Maverick - Avatar: The Way of Water - The Batman - Black Panther: Wakanda Forever - The Woman King | |

### Televisão
| Melhor Ator em minissérie ou filme para televisão Sam Elliott – 1883 (Paramount+) como Shea Brennan - Steve Carell – The Patient (FX on Hulu) como Alan Strauss - Taron Egerton – Black Bird (Apple TV+) como James "Jimmy" Keane - Paul Walter Hauser – Black Bird (Apple TV+) como Lawrence "Larry" Hall - Evan Peters – Dahmer – Monster: The Jeffrey Dahmer Story (Netflix) como Jeffrey Dahmer | Melhor Atriz em minissérie ou filme para televisão Jessica Chastain - George & Tammy (Paramount+) como Tammy Wynette - Emily Blunt - The English (Prime Video) como Cornelia Locke - Julia Garner - Inventing Anna (Netflix) como Anna Sorokin / Anna Delvey - Niecy Nash-Betts - Dahmer – Monster: The Jeffrey Dahmer Story (Netflix) como Glenda Cleveland - Amanda Seyfried - The Dropout (Hulu) como Elizabeth Holmes |
| Melhor Ator em série dramática Jason Bateman – Ozark (Netflix) como Martin "Marty" Byrde - Jonathan Banks – Better Call Saul (AMC) como Mike Ehrmantraut - Jeff Bridges – The Old Man (FX) como Dan Chase - Bob Odenkirk – Better Call Saul (AMC) como Jimmy McGill / Saul Goodman / Gene Takavic - Adam Scott – Severance (Apple TV+) como Mark Scout | Melhor Atriz em série dramática Jennifer Coolidge – The White Lotus (HBO) como Tanya McQuoid-Hunt - Elizabeth Debicki – The Crown (Netflix) como Diana, Princesa de Gales - Julia Garner – Ozark (Netflix) como Ruth Langmore - Laura Linney – Ozark (Netflix) como Wendy Byrde - Zendaya – Euphoria (HBO) como Rue Bennett                                                                                               |
| Melhor Ator em série de comédia Jeremy Allen White – The Bear (Hulu) como Carmen "Carmy" Berzatto - Anthony Carrigan – Barry (HBO) como NoHo Hank - Bill Hader – Barry (HBO) como Barry Berkman / Barry Block - Steve Martin – Only Murders in the Building (Hulu) como Charles-Haden Savage - Martin Short – Only Murders in the Building (Hulu) como Oliver Putnam | Melhor Atriz em série de comédia Jean Smart – Hacks (HBO Max) como Deborah Vance - Christina Applegate – Dead to Me (Netflix) como Jen Harding - Rachel Brosnahan – The Marvelous Mrs. Maisel (Prime Video) como Miriam "Midge" Maisel - Quinta Brunson – Abbott Elementary (ABC) como Janine Teagues - Jenna Ortega – Wednesday (Netflix) como Wednesday Addams                                                          |
| Melhor Elenco em série dramática The White Lotus – F. Murray Abraham, Paolo Camilli, Jennifer Coolidge, Adam DiMarco, Meghann Fahy, Federico Ferrante, Bruno Gouery, Beatrice Grannò, Jon Gries, Tom Hollander, Sabrina Impacciatore, Michael Imperioli, Theo James, Aubrey Plaza, Haley Lu Richardson, Eleonora Romandini, Federico Scribani, Will Sharpe, Simona Tabasco, Leo Woodall e Francesco Zecca - Better Call Saul – Jonathan Banks, Ed Begley Jr., Tony Dalton, Giancarlo Esposito, Patrick Fabian, Bob Odenkirk, e Rhea Seehorn - The Crown – Elizabeth Debicki, Claudia Harrison, Andrew Havill, Lesley Manville, Jonny Lee Miller, Flora Montgomery, James Murray, Jonathan Pryce, Ed Sayer, Imelda Staunton, Marcia Warren, Dominic West, e Olivia Williams - Ozark – Jason Bateman, Nelson Bonilla, Jessica Frances Dukes, Lisa Emery, Skylar Gaertner, Julia Garner, Alfonso Herrera, Sofia Hublitz, Kevin L. Johnson, Katrina Lenk, Laura Linney, Adam Rothenberg, Felix Solis, Charlie Tahan, Richard Thomas e Damian Young - Severance – Patricia Arquette, Michael Chernus, Zach Cherry, Michael Cumpsty, Dichen Lachman, Britt Lower, Adam Scott, Tramell Tillman, Jen Tullock, John Turturro e Christopher Walken | |
| Melhor Elenco em série de comédia Abbott Elementary – Quinta Brunson, William Stanford Davis, Janelle James, Chris Perfetti, Sheryl Lee Ralph, Lisa Ann Walter e Tyler James Williams - Barry – Sarah Burns, D'Arcy Carden, Anthony Carrigan, Turhan Troy Caylak, Sarah Goldberg, Nick Gracer, Bill Hader, Jessy Hodges, Michael Irby, Gary Kraus, Stephen Root e Henry Winkler - The Bear – Lionel Boyce, Liza Colón-Zayas, Ayo Edebiri, Abby Elliott, Edwin Lee Gibson, Corey Hendrix, Matty Matheson, Ebon Moss-Bachrach e Jeremy Allen White - Hacks – Carl Clemons-Hopkins, Paul W. Downs, Hannah Einbinder, Mark Indelicato, Jean Smart e Megan Stalter - Only Murders in the Building – Michael Cyril Creighton, Cara Delevingne, Selena Gomez, Jayne Houdyshell, Steve Martin, Martin Short e Adina Verson | |
| Melhor Elenco de Duplos/Dublês Stranger Things - Andor - The Boys - House of the Dragon - The Lord of the Rings: The Rings of Power | |

### Screen Actors Guild Life Achievement Award
- Sally Field

## In Memoriam
- Leslie Jordan
- Louise Fletcher
- David Warner
- Liz Sheridan
- Irene Cara
- Ray Liotta
- Paul Sorvino
- Cindy Williams
- William Hurt
- Lisa Loring
- Fred Ward
- Tony Dow
- Marsha Hunt
- Annie Wersching
- Tim Considine
- Mitchell Ryan
- Bo Hopkins
- Stella Stevens
- Charles Kimbrough
- Robert Morse
- Gina Lollobrigida
- Roger E. Mosley
- Nehemiah Persoff
- Philip Baker Hall
- Melinda Dillon
- Larry Storch
- Henry Silva
- John Aylward
- Bob McGrath
- Emilio Delgado
- Anne Heche
- Tony Sirico
- John Aniston
- Nichelle Nichols
- Clarence Gilyard
- Barbara Bosson
- Gregory Itzin
- Olivia Newton-John
- Pat Carroll
- Gilbert Gottfried
- Estelle Harris
- Raquel Welch
- Robbie Coltrane
- Richard Belzer
- Kirstie Alley
- James Caan
- Angela Lansbury